# B’z TV Style II Songless Version
B’z TV STYLE II Songless Version – druga kompilacja japońskiego zespołu B’z, wydana 20 grudnia 1995 roku. Album składał się z wersji karaoke utworów. Osiągnął 17 pozycję w rankingu Oricon i pozostał na liście przez 9 tygodni, sprzedał się w nakładzie 109 280 egzemplarzy.

## Lista utworów
| Nr  | Tytuł | Czas |
| --- | --- | ---- |
| 1.  | „Blowin’ „ | 4:04 |
| 2.  | „ZERO” | 4:50 |
| 3.  | „KOI-GOKORO” (jap. 恋心 (KOI-GOKORO))                                                                             | 3:47 |
| 4.  | „TIME” | 4:56 |
| 5.  | „Ai no mama ni waga mama ni boku wa kimi dake wo kizutsukenai” (jap. 愛のままにわがままに 僕は君だけを傷つけない) | 3:56 |
| 6.  | „Mō ichido kiss shitakatta” (jap. もう一度キスしたかった)                                                         | 4:38 |
| 7.  | „Wonderful Opportunity”                                                                                           | 4:38 |
| 8.  | „GIMME YOUR LOVE -Fukutsu no LOVE DRIVER-” (jap. GIMME YOUR LOVE -不屈のLOVE DRIVER-)                             | 4:27 |
| 9.  | „Hadashi no megami” (jap. 裸足の女神)                                                                             | 4:24 |
| 10. | „Don’t Leave Me”                                                                                                  | 4:24 |
| 11. | „MOTEL” | 4:22 |
| 12. | „Negai” (jap. ねがい)                                                                                             | 3:28 |
| 13. | „love me, I love you”                                                                                             | 3:18 |
| 14. | „LOVE PHANTOM” | 4:56 |
| 15. | „Itsuka no Merry Christmas” (jap. いつかのメリークリスマス Itsuka no Merī Kurisumasu)                             | 5:34 |

## Notowania
| Lista                      | Pozycja |
| -------------------------- | ------- |
| Oricon Weekly Albums Chart | 17      |